# Евальд Матаре
Евальд Вільгельм Губерт Матаре (нім. Ewald Wilhelm Hubert Mataré; 25 лютого 1887, Буртшайд біля Аахена — 29 березня 1965, Бюдеріх, Меербуш) — німецький художник, графік і скульптор, один з найвидатніших представників класичного модернізму.

## Життя та творчість
Матаре народився в забезпеченій сім'ї директора хімічного заводу. Предки його по батькові походили з Каталонії й осіли в Аахені в кінці XVIII століття. 
Навчаючись у гімназії, Евальд бере приватні уроки живопису і скульптури. У 1907 він вступає до Берлінської академії мистецтв, де навчається на художника. У 1914 кілька місяців навчається в майстерні Ловіса Корінта, однак залишає її, не вражений художнім стилем Корінта. У 1915 стає учнем Артура Кампфа, який малював картини на історичну тематику. У 1916 Матаре призивають в армію, проте незабаром він звільняється в запас за станом здоров'я.
У 1918 вступає в революційну Листопадову групу художників. У 1920, перебуваючи на Східно-Фризьких островах, Матаре вперше пробує свої сили в ксилографії та різьбі по дереву. До 1922 належать його перші пластичні роботи. Майстер регулярно здійснює творчі поїздки на Північне і Балтійське моря. 
У тому ж році він одружується зі співачкою Ханною Газенбоймер (1891—1983). Користуючись підтримкою дюссельдорфських меценатів і колекціонерів, художник регулярно здійснює тривалі мандрівки за кордон. 1924—1926 він проводить в Італії, де вивчає твори Чімабуе і Джотто; їздить у Данію, Фінляндію і країни Прибалтики.
У період з 1924 по 1928 художник регулярно бере участь у Великих Берлінських виставках і колективних виставках членів Листопадової групи, в 1928 році відвідує Париж, в 1932 — Лондон. Стає популярним як оригінальний майстер живопису і скульптури. Німецькі музеї купують його пластичні роботи. В 1930 у Берліні з успіхом проходить його перша персональна виставка. 
У 1932 Матаре стає професором Дюссельдорфської академії мистецтв. З приходом до влади в Німеччині  націонал-соціалістів художник був вигнаний з Академії. У 1937 він затаврований як представник дегенеративного мистецтва, а його твори вилучені з державних музеїв. Чимало творів Матаре були розпродані, деякі — знищені (наприклад, встановлений в Клеве в 1934 пам'ятник полеглим у Першій світовій війні, зруйнований нацистами в 1938). У цей час він працював майже виключно над приватними замовленнями (останнє офіційне замовлення отримав у 1939), в тому числі і над численними замовленнями  церкви. З 1940 по 1945 художник живе при монастирі Ебербах в Райнгау.
Після закінченням війни в 1945 Матаре пропонують посаду директора Дюссельдорфської академії. Він відхиляє цю пропозицію, проте в 1946 стає керівником класу скульптури і викладає там аж до свого еремітування в 1957. Серед учнів Матаре слід назвати таких видатних німецьких майстрів сучасності, як Йозеф Бойс, Ервін Геріх, Пауль Грімм. 
Починаючи з 1947 Матаре виконує ряд замовлень — передусім для церкви — які приносять йому світову славу. Серед них — бронзові ворота для південного порталу Кельнського собору, західне вікно Аахенского собору, портали для церкви Всесвітнього миру в Хіросімі і в Зальцбурзькому соборі. Матаре — учасник виставок сучасного мистецтва documenta I (1955) і documenta II (1959) в Касселі.
Творча спадщина митця складає більш ніж 600 пластичних робіт, понад 400 творів різьби по дереву і ксилографії, близько 300 графічних робіт і 200 акварелей. Його скульптури — це переважно зображення тварин і роботи на релігійну тематику. Акварелі, створені здебільшого у 1920-ті під час поїздок на Північ і в Італію — це в основному пейзажі, рідко зустрічаються портрети і зображення звірів. Різьба по дереву початку 1920-х також зображує тварин (передусім корів) і виконана в манері експресіонізму, близькою до творчості К.Шмідт-Ротлуфа. Після закінчення війни художник знову звертається до кольорової ксилографії. Багато його робіт виставлено з 1988 в музеї Курхаус в Клеве (так звана «Колекція Евальда Матаре»).

## Нагороди
- 1914 — срібна медаль берлінської Академії витончених мистецтв
- 1953 — Велика премія в галузі культури землі Північний Рейн-Вестфалія
- 1955 — золота медаль міланського Трієнале
- 1957 — медаль Стефана Лохнера від міста Кельн
- 1958 — Командор ордена «За заслуги перед ФРН»

## Галерея

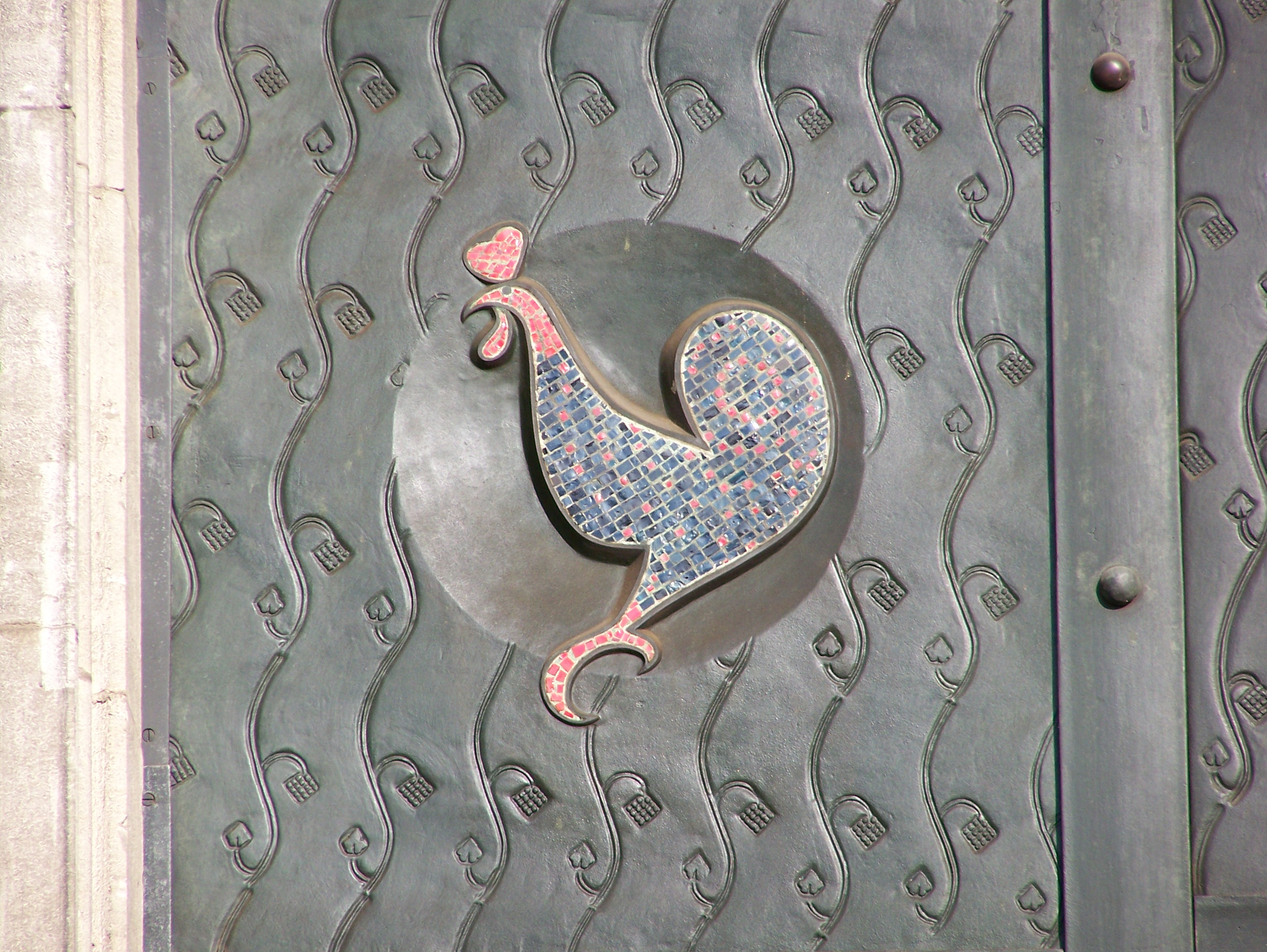
Південний портал Кельнського собору, папські двері, 1948
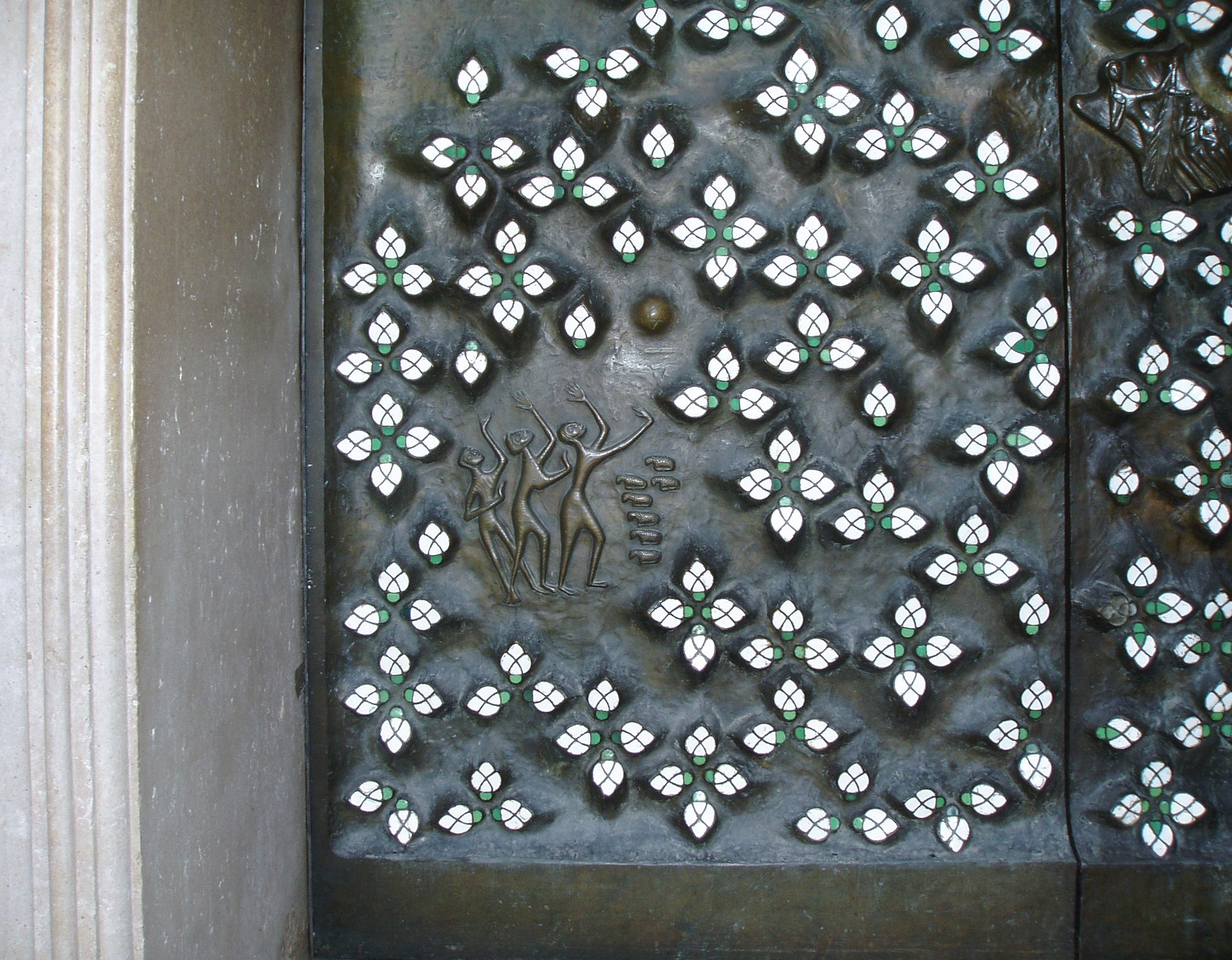
Зальцбурзький собор, "Брама надії", 1956–1958
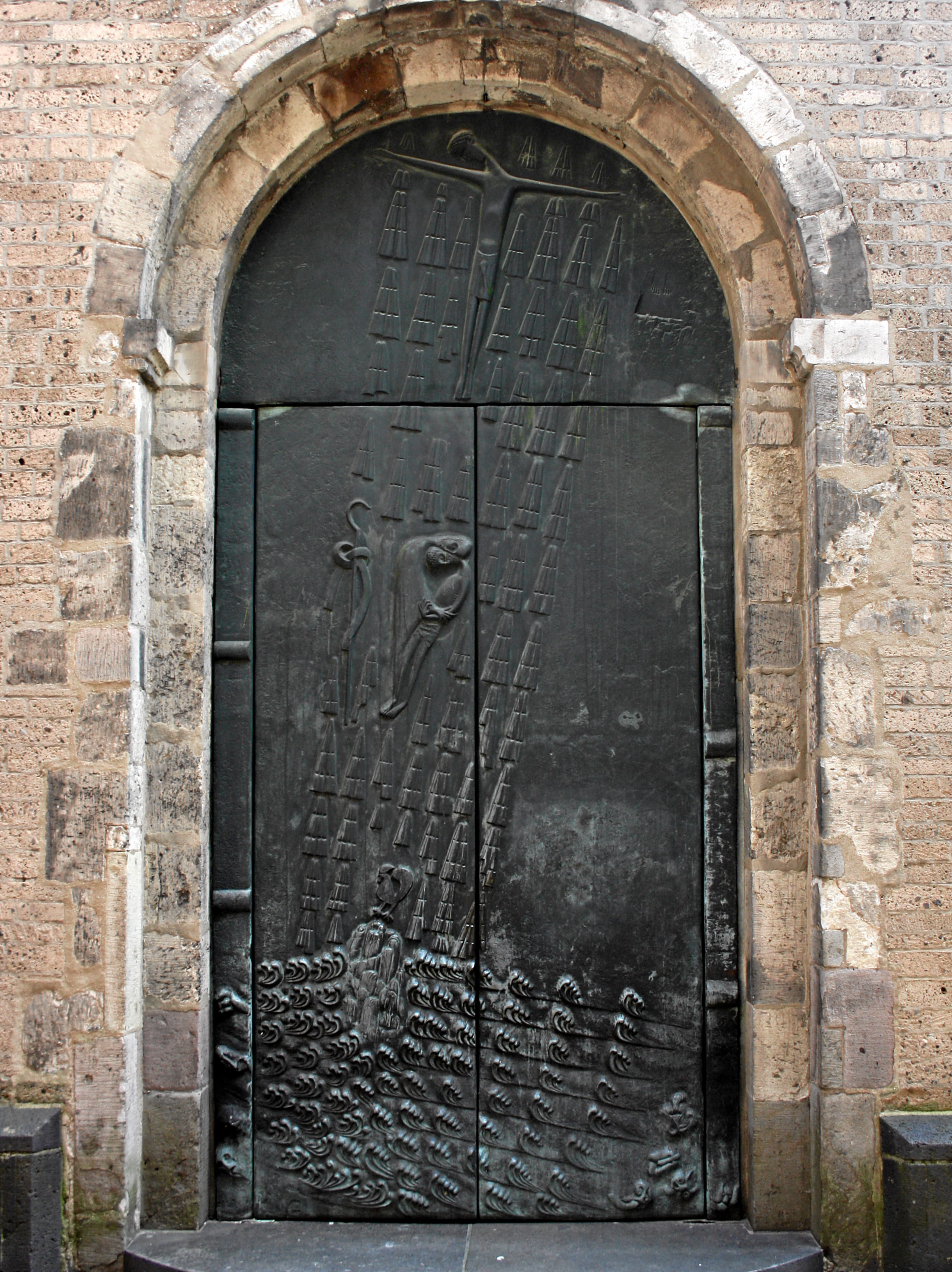
Бронзовий портал у церкві Св. Ламбертуса, Дюссельдорф, 1958–1960
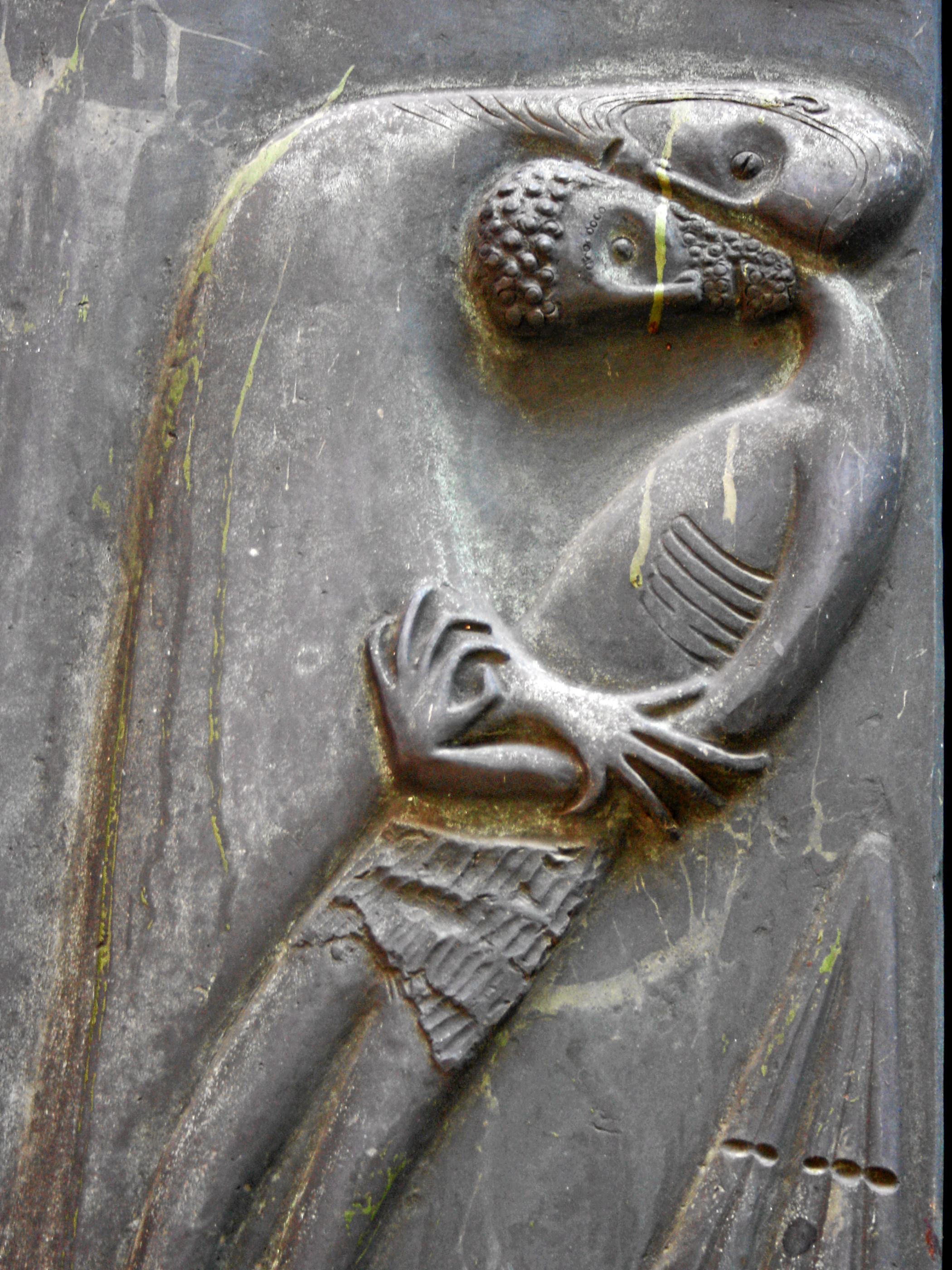
Деталь порталу Св. Ламбертуса, Дюссельдорф
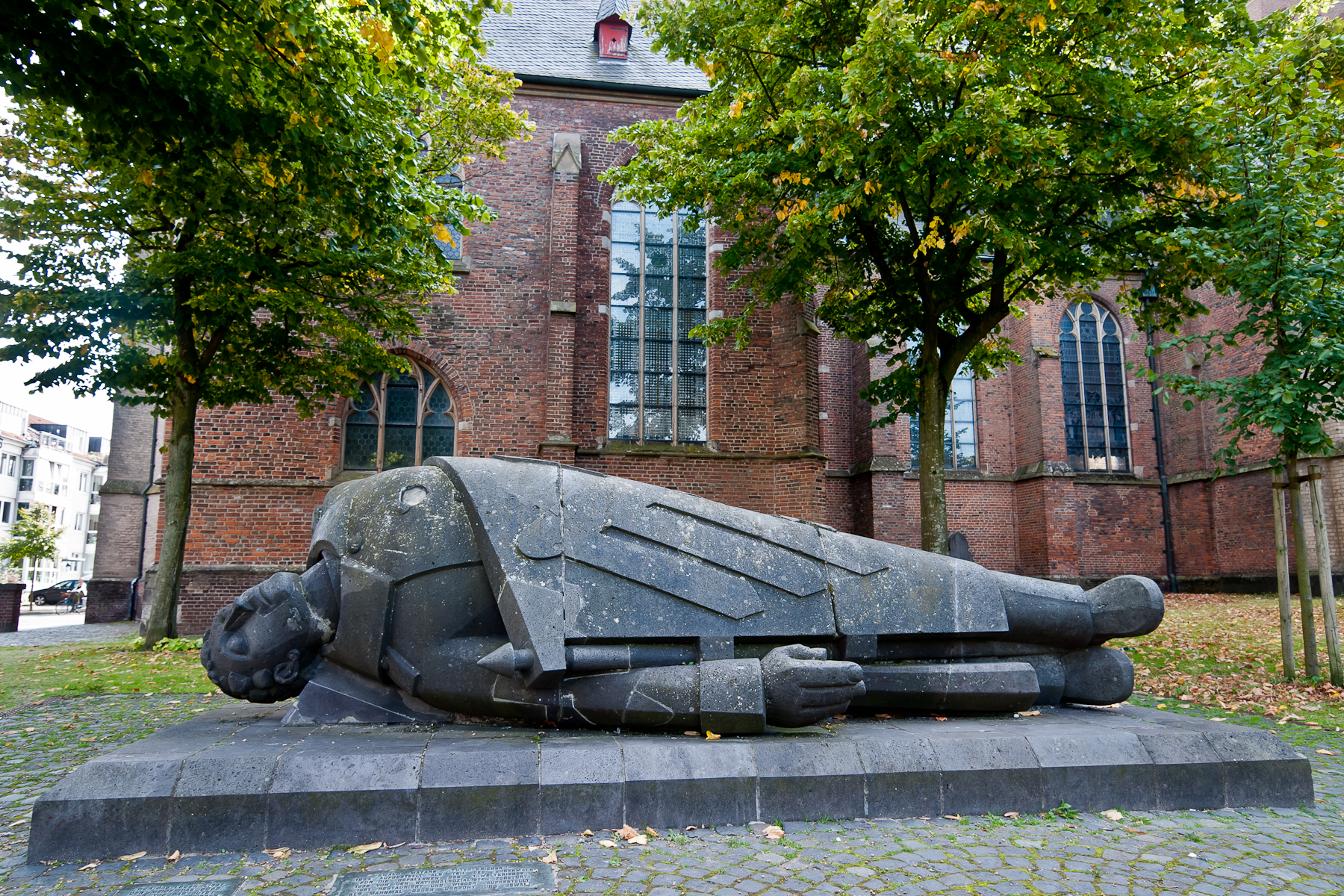
Мертвий воїн, 1934, частина меморіалу в Клеве, зруйнованого нацистами в 1938. Реставрація у 1981
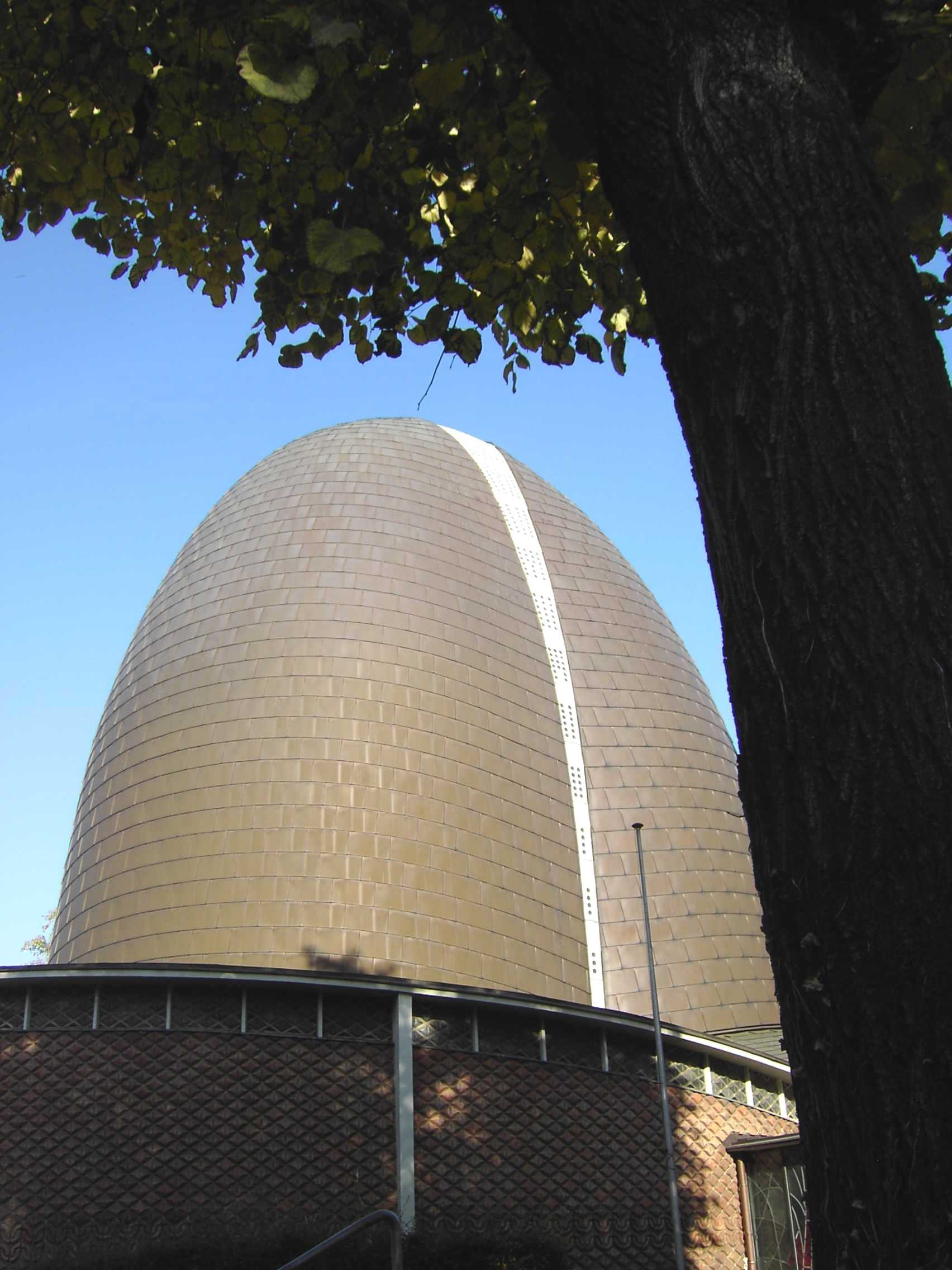
Фасад церкви Санкт-Рохус, Дюссельдорф, 1962
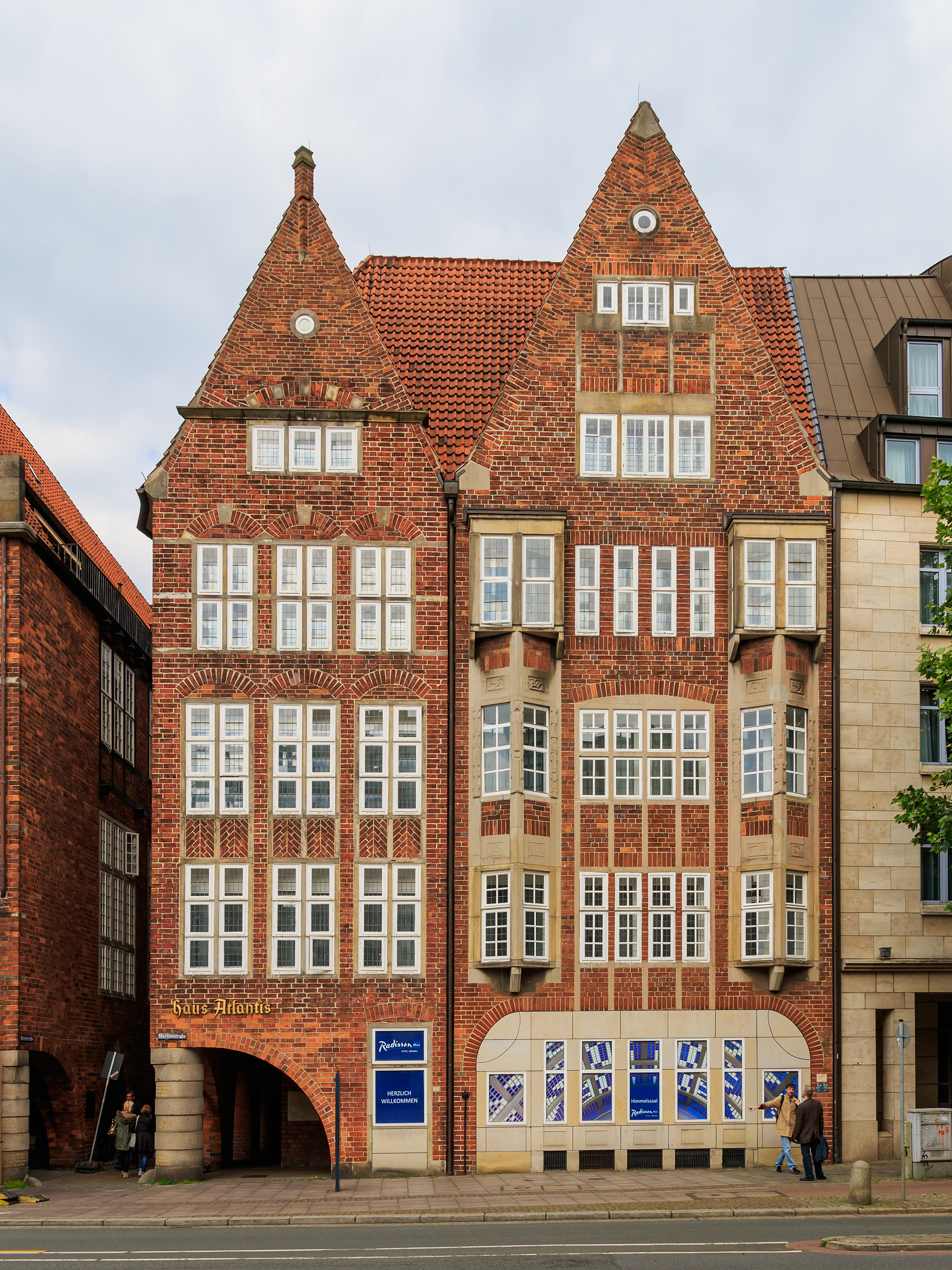
Будинок Атлантіс у Бремері
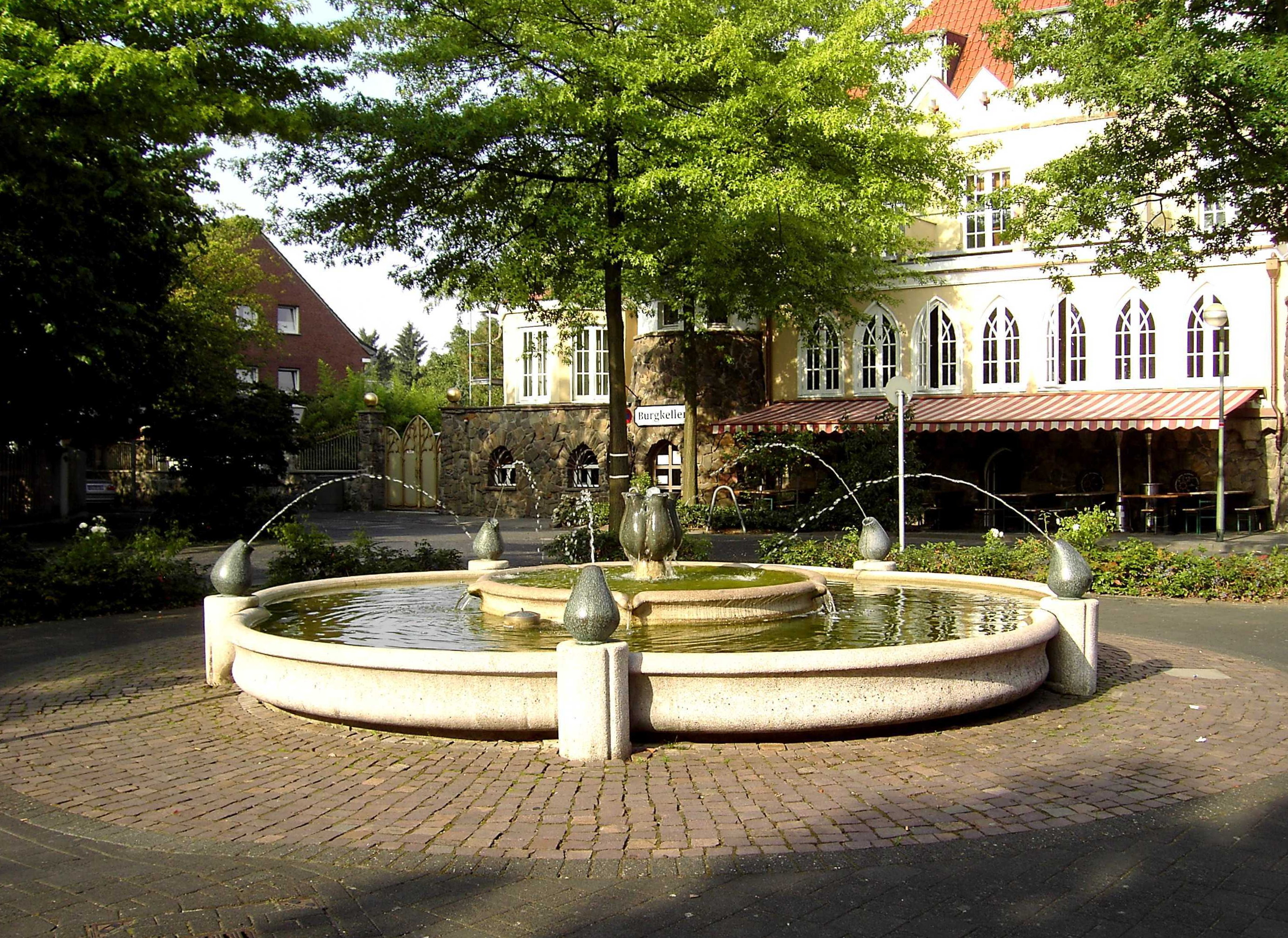
Фонтан Матаре, 1967, Мербуш-Бюдеріх
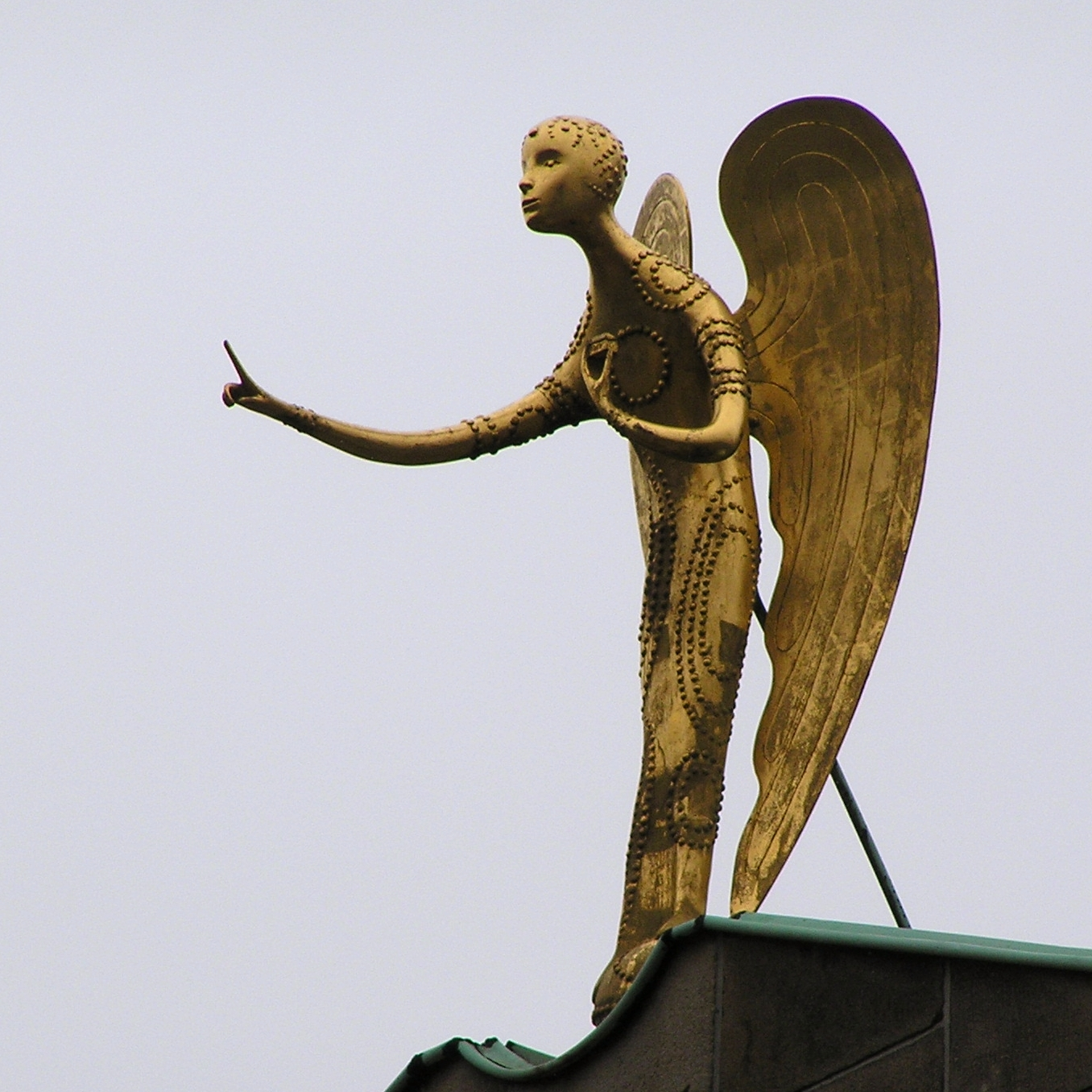
Ангел, 1956, резиденція єпископа в Ессені
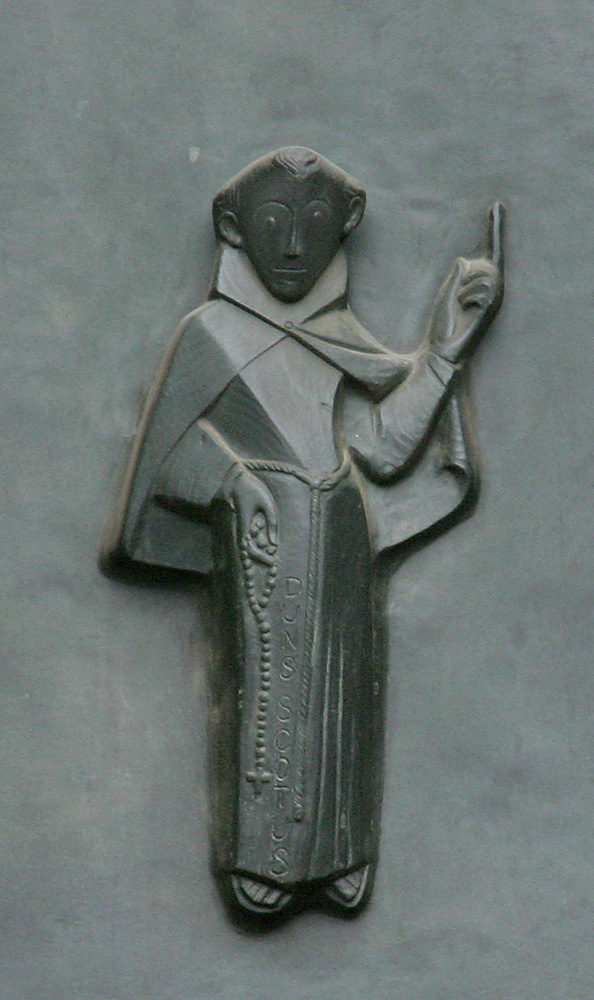
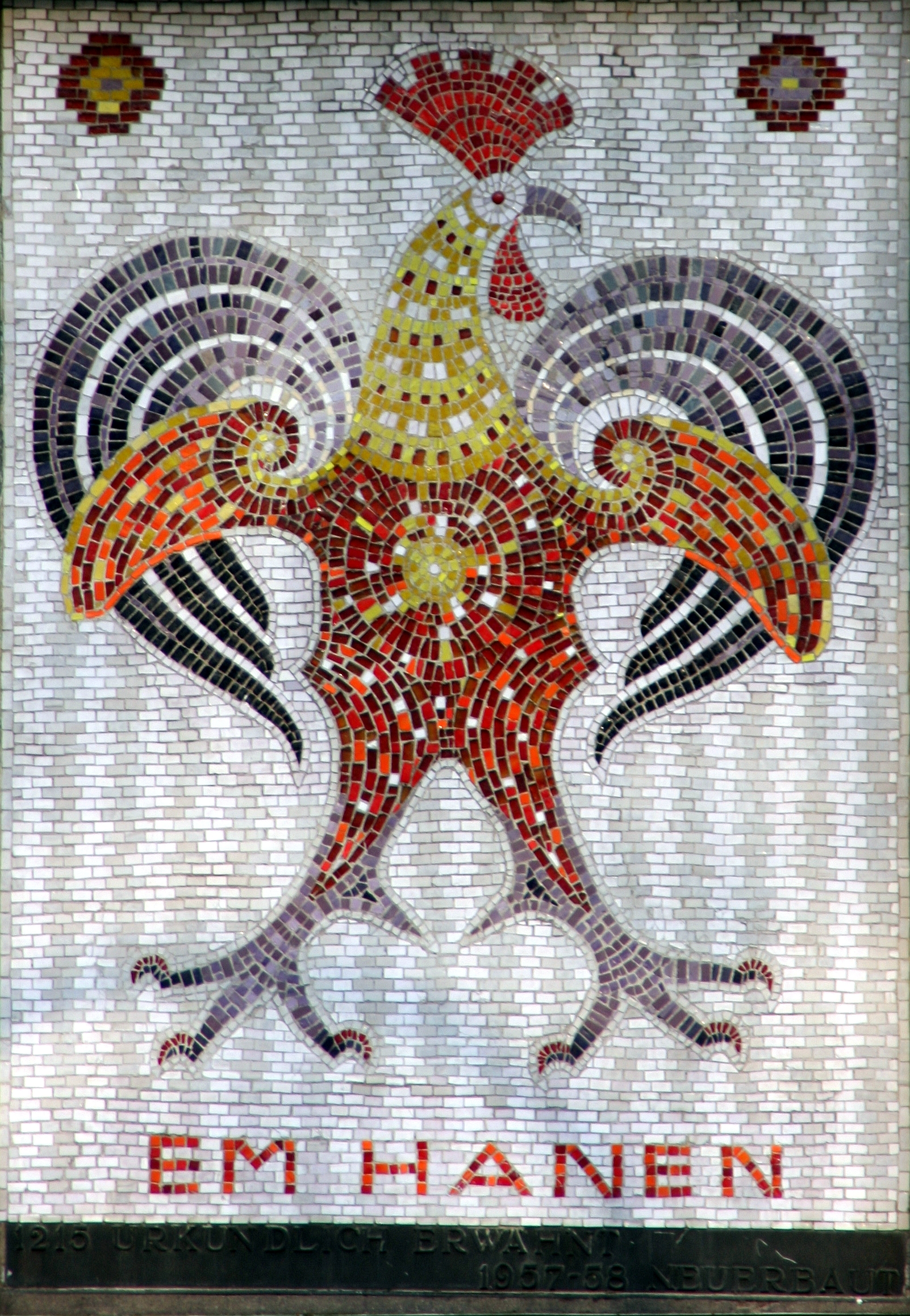